# Prix Moore
Pour les articles homonymes, voir Moore.
Le prix E. H. Moore est une distinction mathématique décernée par l'American Mathematical Society. Il est doté de 5 000 $ et récompense tous les trois ans un article de recherche remarquable paru dans une des revues : Journal of the AMS, Proceedings of the AMS, Transactions of the AMS, Memoirs of the AMS, Mathematics of Computation, Electronic Journal of Conformal Geometry and Dynamics et  Electronic Journal of Representation Theory  durant les six années écoulées.
Le prix est créé en 2002 et nommé en mémoire d'Eliakim Hastings Moore (1862-1932), ancien président de l'AMS.

## Lauréats
- 2022 : Piotr Przytycki et Daniel Wise, pour l'article « Mixed 3-manifolds are virtually special » [2]
- 2019 : Ciprian Manolescu, pour l'article « Pin(2)-equivariant Seiberg-Witten Floer homology and the triangulation conjecture »[3],[4].
- 2016 : Caucher Birkar, Paolo Cascini, Christopher Hacon et James McKernan pour leur article « Existence of minimal models for varieties of log general type », Journal of the Aùerican Mathematical Society, 2010[5].
- 2013 : Michael Larsen (en) et Richard Pink, pour leur article « Finite subgroups of algebraic groups » (Journal of the American Mathematical Society, vol. 24 (2011), no 4, p. 1105-1158)[6].
- 2010 : Sorin Popa pour son article, « On the superrigidity of malleable actions with spectral gap » (Journal of the American Mathematical Society, vol. 21 (2008), no 4, p. 981-1000)[7].
- 2007 : Ivan Shestakov et Ualbai Umirbaev pour leurs articles, publiés dans le Journal of the American Mathematical Society : « The tame and the wild automorphisms of polynomial rings in three variables » (vol. 17 (2004), no 1, p. 197-227) et « Poisson brackets and two-generated subalgebras of rings of polynomials » (vol. 17 (2004), no 1, p. 181-196)[8].
- 2004 : Mark Haiman pour « Hilbert schemes, polygraphs, and the Macdonald positivity conjecture » (Journal of the American Mathematical Society, vol. 14 (2001), p. 941-1006)[9].
- 2002 : Warwick Tucker